# San Clemente, Ý
San Clemente là một đô thị ở tỉnh Rimini, nhưng trước năm 1992 thì thuộc tỉnh Forlì, vùng Emilia-Romagna, có vị trí khoảng 120 km về phía đông nam của Bologna, khoảng 65 km về phía đông nam của Forlì và khoảng 11 km về phía nam của Rimini. Tại thời điểm ngày 31 tháng 12 năm 2004, đô thị này có dân số là 3.609 người và diện tích là 20,7 km².
San Clemente giáp các đô thị: Coriano, Gemmano, Misano Adriatico, Monte Colombo, Montefiore Conca, Morciano di Romagna, San Giovanni in Marignano.